# Olympische Sommerspiele 1936/Teilnehmer (Schweden)
| Gelbes Symbol für Goldmedaillen mit stilisierten Olympischen Ringen | Graues Symbol für Silbermedaillen mit stilisierten Olympischen Ringen | Braundes Symbol für Bronzemedaillen mit stilisierten Olympischen Ringen |
| ------------------------------------------------------------------- | --------------------------------------------------------------------- | ----------------------------------------------------------------------- |
| 6                                                                   | 5                                                                     | 9                                                                       |

Schweden nahm an den Olympischen Sommerspielen 1936 in Berlin mit einer Delegation von 150 Athleten (143 Männer und sieben Frauen) an 79 Wettbewerben in sechzehn Sportarten teil. Hinzu kamen einundzwanzig weitere Teilnehmer (darunter eine Frau) in den Kunstwettbewerben.

## Teilnehmer nach Sportarten

### Boxen
Männer
- Sture Hållberg
Fliegengewicht: 1. Runde

- Stig Cederberg
Bantamgewicht: 4. Platz

- Erik Ågren
Leichtgewicht: Bronze

- Olle Tandberg
Schwergewicht: Viertelfinale

### Fechten
| Männer - Bengt Ljungquist Florett, Einzel: Viertelfinale Säbel, Einzel: Vorrunde Säbel, Mannschaft: Viertelfinale - Ivar Tingdahl Florett, Einzel: Achtelfinale Säbel, Einzel: Vorrunde Säbel, Mannschaft: Viertelfinale - Hubert de Bèsche Florett, Einzel: Vorrunde Säbel, Einzel: Vorrunde Säbel, Mannschaft: Viertelfinale - Hans Drakenberg Degen, Einzel: 4. Platz Degen, Mannschaft: Silber - Hans Granfelt Degen, Einzel: Halbfinale Degen, Mannschaft: Silber - Gustaf Dyrssen Degen, Einzel: Viertelfinale Degen, Mannschaft: Silber - Gustav Almgren Degen, Mannschaft: Silber - Birger Cederin Degen, Mannschaft: Silber - Sven Thofelt Degen, Mannschaft: Silber - Knut Nordholm Säbel, Mannschaft: Viertelfinale - Carl Johan Wachtmeister Säbel, Mannschaft: Viertelfinale | Frauen - Berit Granquist Florett, Einzel: Vorrunde - Ebba Gripenstedt Florett, Einzel: Vorrunde |

### Fußball
Männer
- Achtelfinale

- Kader
Otto Andersson
Sven Bergquist
Victor Carlund
Arvid Emanuelsson
Karl-Erik Grahn
Åke Hallman
Torsten Johansson
Sven Jonasson
Gustaf Josefsson
Erik Källström
Erik Persson

- Reserve
Erik Almgren
Otto Andersson
Bertil Ericsson
Isidor Eriksson
Holger Johansson-Jernsten
Knut Kroon
Folke Lind
Gustav Sjöberg
Walter Sköld
Einar Snitt
Åke Törnkvist

- Trainer
Gustaf Carlson

### Gewichtheben
Männer
- Jens Björklund
Leichtgewicht: 12. Platz

- Stefan Lindeberg
Mittelgewicht: 9. Platz

### Kanu
Männer
- Joel Ramqvist
Kajak-Einer, 1000 Meter: 5. Platz

- Nils Wallin
Kajak-Einer, 10.000 Meter: 9. Platz

- Sixten Jansson & Gunnar Lundqvist
Kajak-Zweier, 1000 Meter: disqualifiziert im Finale

- Tage Fahlborg & Helge Larsson
Kajak-Zweier, 10.000 Meter: Bronze

- Lennart Dozzi
Kajak-Einer (Faltboot), 10 Kilometer: 4. Platz

- Erik Bladström & Sven Johansson
Kajak-Zweier (Faltboot), 10 Kilometer: Gold

### Leichtathletik
| Männer - Lennart Strandberg 100 Meter: 6. Platz - Lennart Lindgren 100 Meter: Viertelfinale 4 × 100 Meter: Vorläufe - Olof Danielsson 400 Meter: Viertelfinale 4 × 400 Meter: 5. Platz - Bertil von Wachenfeldt 400 Meter: Viertelfinale 4 × 400 Meter: 5. Platz - Sven Strömberg 400 Meter: Vorläufe 4 × 400 Meter: 5. Platz - Eric Ny 1500 Meter: 11. Platz - Henry Jonsson 5000 Meter: Bronze - Bror Hellström 5000 Meter: 14. Platz - Åke Jansson 5000 Meter: Vorläufe - Henning Sundesson 10.000 Meter: 13. Platz - Thore Enochsson Marathon: 10. Platz - Henry Palmé Marathon: 13. Platz - Håkan Lidman 110 Meter Hürden: 4. Platz - Kell Areskoug 400 Meter Hürden: Vorläufe - Lars Larsson 3000 Meter Hindernis: 6. Platz - Harry Holmqvist 3000 Meter Hindernis: DNF - Harry Ekman 3000 Meter Hindernis: Vorläufe - Östen Sandström 4 × 100 Meter: Vorläufe - Åke Stenqvist 4 × 100 Meter: Vorläufe Weitsprung: 10. Platz - Irvin Ternström 4 × 100 Meter: Vorläufe - Per Edfeldt 4 × 400 Meter: 5. Platz - Evald Segerström 50 Kilometer Gehen: 11. Platz - Gösta Grandin 50 Kilometer Gehen: disqualifiziert - Dick Löf 50 Kilometer Gehen: disqualifiziert - Åke Ödmark Hochsprung: 12. Platz - Bo Ljungberg Stabhochsprung: 6. Platz Dreisprung: 18. Platz - Lennart Andersson Dreisprung: 19. Platz - Gunnar Bergh Kugelstoßen: 9. Platz Diskuswurf: 7. Platz - Åke Hedvall Diskuswurf: 8. Platz - Harald Andersson Diskuswurf: in der Qualifikation ausgeschieden - Fred Warngård Hammerwurf: Bronze - Gunnar Jansson Hammerwurf: 12. Platz - Evert Linné Hammerwurf: 14. Platz - Lennart Atterwall Speerwurf: 4. Platz - Olle Bexell Zehnkampf: 7. Platz - Leif Dahlgren Zehnkampf: DNF | Frauen - Birgit Lundström Diskuswurf: 6. Platz |

### Moderner Fünfkampf
Männer
- Sven Thofelt
Einzel: 4. Platz

- Georg von Boisman
Einzel: 10. Platz

- Ebbe Gyllenstierna
Einzel: 16. Platz

### Radsport
Männer
- Arne Berg
Straßenrennen, Einzel: 16. Platz
Straßenrennen, Mannschaft: unbekannt

- Berndt Carlsson
Straßenrennen, Einzel: unbekannt
Straßenrennen, Mannschaft: unbekannt

- Ingvar Ericsson
Straßenrennen, Einzel: unbekannt
Straßenrennen, Mannschaft: unbekannt

- Sven Johansson
Straßenrennen, Einzel: DNF
Straßenrennen, Mannschaft: unbekannt

- Jonas Persson
1000 Meter Zeitfahren: 17. Platz

### Reiten
Männer
- Gregor Adlercreutz
Dressur, Einzel: 4. Platz
Dressur, Mannschaft: Bronze

- Sven Colliander
Dressur, Einzel: 11. Platz
Dressur, Mannschaft: Bronze

- Folke Sandström
Dressur, Einzel: 15. Platz
Dressur, Mannschaft: Bronze

- Arne Francke
Springen, Einzel: 25. Platz
Springen, Mannschaft: DNF

- Rolf Örn
Springen, Einzel: 32. Platz
Springen, Mannschaft: DNF

- Gustav Adolf Erbprinz von Schweden
Springen, Einzel: DNF
Springen, Mannschaft: DNF

- Carl-Adam Stjernswärd
Vielseitigkeitsreiten, Einzel: 11. Platz
Vielseitigkeitsreiten, Mannschaft: DNF

- Henri Saint Cyr
Vielseitigkeitsreiten, Einzel: 25. Platz
Vielseitigkeitsreiten, Mannschaft: DNF

- Gustaf Nyblaeus
Vielseitigkeitsreiten, Einzel: DNF
Vielseitigkeitsreiten, Mannschaft: DNF

### Ringen
Männer
- Egon Svensson
Bantamgewicht, griechisch-römisch: Silber

- Einar Karlsson
Federgewicht, griechisch-römisch: Bronze

- Herbert Olofsson
Leichtgewicht, griechisch-römisch: 4. Platz

- Rudolf Svedberg
Weltergewicht, griechisch-römisch: Gold

- Ivar Johansson
Mittelgewicht, griechisch-römisch: Gold

- Axel Cadier
Halbschwergewicht, griechisch-römisch: Gold

- John Nyman
Schwergewicht, griechisch-römisch: Silber

- Herman Tuvesson
Bantamgewicht, Freistil: 4. Platz

- Gösta Jönsson-Frändfors
Federgewicht, Freistil: Bronze

- Göte Melin
Leichtgewicht, Freistil: 3. Runde

- Thure Andersson
Weltergewicht, Freistil: Silber

- Ludvig Lindblom
Mittelgewicht, Freistil: 3. Runde

- Knut Fridell
Halbschwergewicht, Freistil: Gold

- Nils Åkerlindh
Schwergewicht, Freistil: 4. Platz

### Rudern
Männer
- Erik Johansson, Lars Larsson, Carl Sjöblom, Harry Sköld & Sven Tisell
Vierer mit Steuermann: Hoffnungslauf

### Schießen
Männer
- Torsten Ullman
Schnellfeuerpistole: Bronze 
Freie Pistole: Gold

- Helge Meuller
Schnellfeuerpistole: 5. Platz
Freie Pistole: 24. Platz

- Henrik Lönnberg
Schnellfeuerpistole: unbekannt

- Gustaf Bergström
Freie Pistole: 24. Platz

- Bertil Rönnmark
Kleinkaliber, liegend: 8. Platz

- Erland Koch
Kleinkaliber, liegend: 15. Platz

- Karl August Larsson
Kleinkaliber, liegend: 32. Platz

### Schwimmen
| Männer - Björn Borg 100 Meter Rücken: Halbfinale - Sten-Olof Bolldén, Björn Borg, Gunnar Werner & Sven Pettersson 4 × 200 Meter Freistil: 8. Platz | Frauen - Kerstin Isberg 200 Meter Brust: Halbfinale |

### Segeln
- Charles Eriksson / Anton Ström
O-Jolle: 12. Platz

- Arvid Laurin & Uno Wallentin
Star: Silber

- Lennart Ekdahl, Martin Hindorff, Torsten Lord, Dagmar Salén & Sven Salén
6-Meter-Klasse: Bronze

- Per Gedda, Tore Holm, Wilhelm Moberg, Detlow von Braun, Marcus Wallenberg & Bo Westerberg
8-Meter-Klasse: 4. Platz

### Wasserball
Männer
- 7. Platz

- Kader
Göte Andersson
Bertil Berg
Erik Holm
Tore Lindzén
Tore Ljungqvist
Åke Nauman
Gösta Persson
Sven Pettersson
Runor Sandström
Georg Svensson

### Wasserspringen
| Männer - Gösta Ölander Turmspringen: 23. Platz | Frauen - Ingeborg Sjöqvist Turmspringen: 9. Platz - Ann-Margret Nirling Turmspringen: 10. Platz |